# Alejandro Amenábar
Alejandro Fernando Amenábar Cantos (Santiago de Chile, 31 de marzo de 1972) es un director de cine, guionista y compositor hispano-chileno. Ganador de once Premios Goya y un Óscar, ha escrito los guiones de sus siete películas y ha compuesto casi todas las bandas sonoras de dichos filmes.

## Biografía

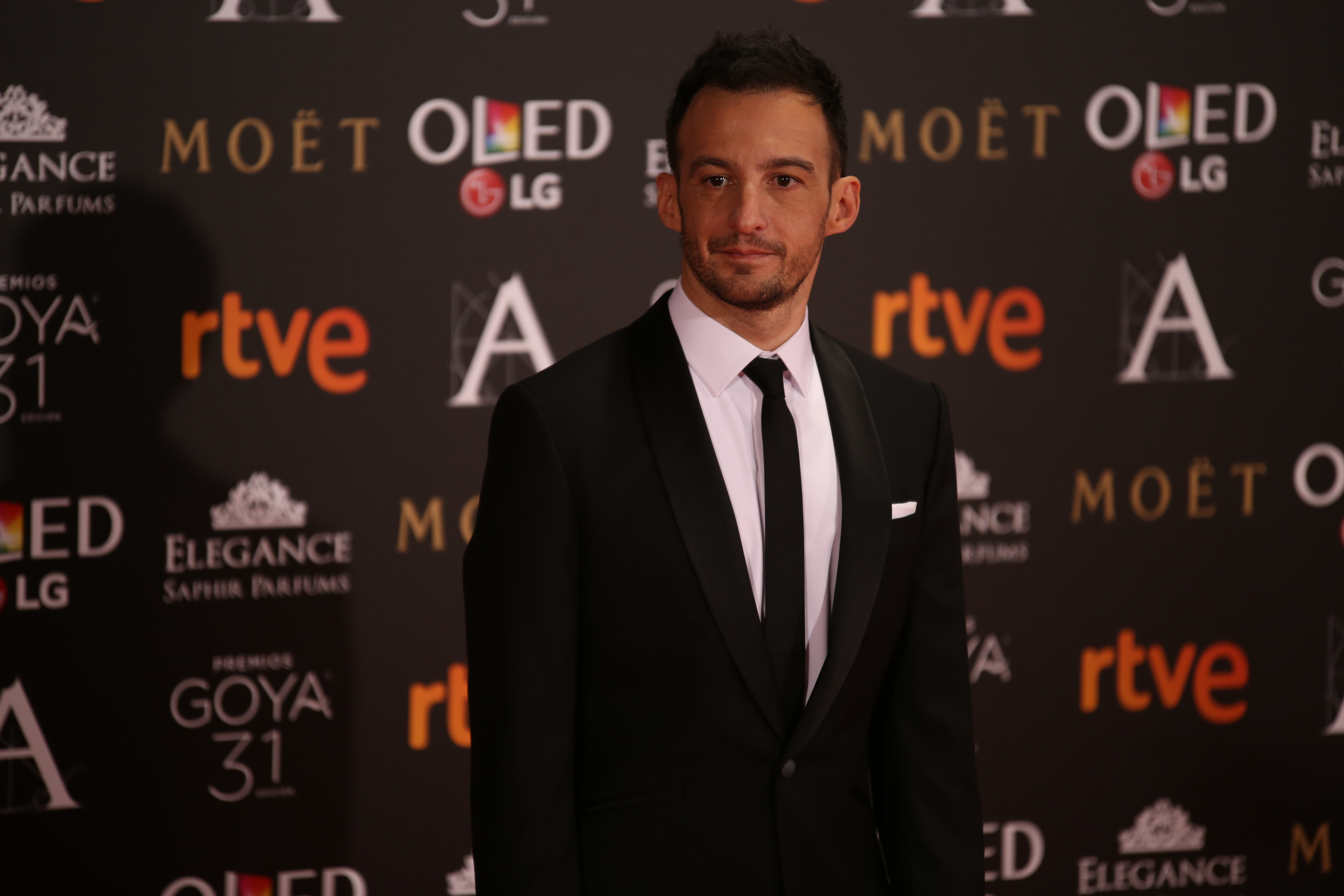
Alejandro Amenábar en los Premios Goya 2017

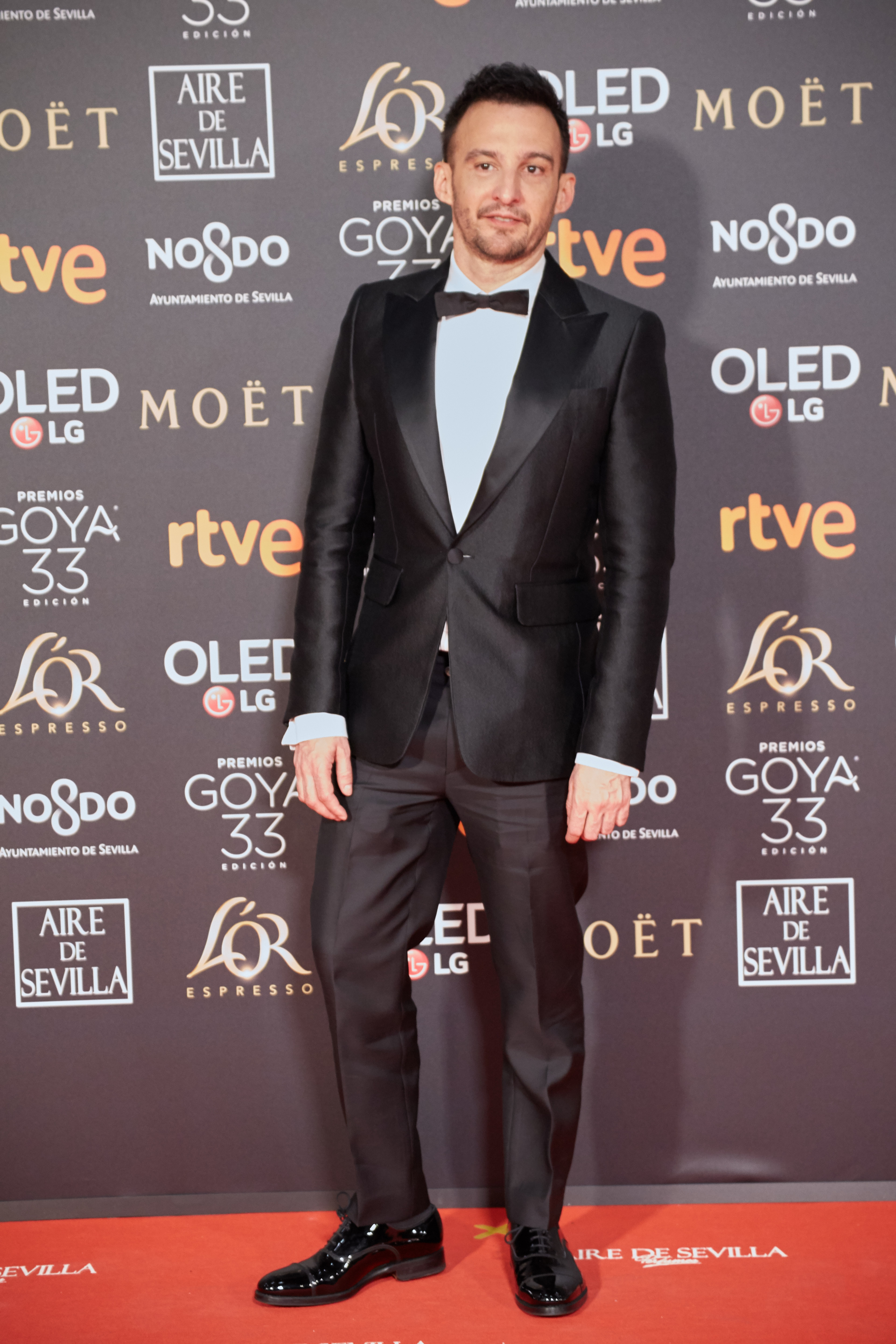
Alejandro Amenábar en los Premios Goya 2019

### Infancia y juventud
Nació en Santiago de Chile —mantiene actualmente la doble nacionalidad española y chilena—. Su madre es Josefina Cantos, una española nacida en Madrid, que había viajado a Chile donde vivía una hermana mayor. Allí contrajo matrimonio con el padre de Alejandro, Hugo Ricardo Amenábar, de nacionalidad chilena y trabajador de la empresa General Electric. El matrimonio tuvo dos hijos, ambos nacidos en Chile: Ricardo (1969) y Alejandro (1972). Un año después del nacimiento de Alejandro, ante el crispado ambiente político de Chile (culminado en el golpe de Estado en Chile de 1973), la familia decidió trasladarse a España. En agosto de 1973 se instalaron en Madrid, donde su padre comenzó a trabajar en la empresa Osram. A su llegada, se instalaron provisionalmente en una caravana en un camping, pero fijaron su residencia definitiva en una urbanización a las afueras de la localidad de Paracuellos de Jarama.

### Estudios
Comenzó sus estudios en el colegio de los Padres Escolapios de Getafe. En segundo de bachillerato trasladó sus estudios al Instituto Alameda de Osuna, en la zona noreste de Madrid.
Sus padres siempre pusieron un especial celo en la educación de sus hijos, tanto en la elección del centro donde estudiaban como en el tiempo libre. Ni Alejandro ni su hermano fueron grandes consumidores de televisión; tampoco veían cine en pantalla grande, al que Alejandro comenzó a acudir a partir de los quince años de edad. Su afición era escribir relatos y leer historias juveniles. Según su madre, Alejandro tenía la capacidad de absorber todo lo que leía.
Antes de su ingreso en la facultad, trabajó como reponedor en un almacén y como jardinero, hasta que pudo comprarse una cámara de vídeo doméstico. No concebía iniciar sus estudios universitarios de imagen sin haber tocado antes una cámara.
En 1990, tras concluir sus estudios en el instituto con buenos resultados, accedió a la Facultad de Ciencias de la Información en la Universidad Complutense de Madrid, donde no llegó a terminar sus estudios, pues consideró que eran unos estudios excesivamente teóricos y muy despegados de la realidad profesional.
Una faceta positiva de su paso por la universidad fue el encuentro con personas cercanas del mundo cinematográfico, como Mateo Gil, amigo y compañero con quien colaboró en varios de sus proyectos posteriormente.

### Carrera cinematográfica
Entre 1991 y 1995 realizó cuatro cortometrajes que, de un modo muy significativo, influyeron posteriormente en sus primeras películas: los cortos La cabeza, Himenóptero y Luna tienen sus hermanos mayores en Tesis, Mar adentro y Abre los ojos.
De su faceta como compositor se puede decir que desde pequeño compuso melodías con el teclado y la guitarra con la misma fluidez que al escribir historias. Aprendió música de un modo autodidacta para poder musicalizar sus cortometrajes. En 1993 trabajó estrechamente con Guillermo Fernández Groizard y realizó la música y premezclas de Al lado del Atlas, cortometraje de alumnos de Metrópolis c.e. De hecho, parece ser que regaló su primera composición para el tema principal de Tesis al mencionado cortometraje.
Sin embargo, todo cambió cuando conoció a José Luis Cuerda. Un compañero de Cuerda le entregó el corto de Himenóptero para que este le diera su opinión. A partir de entonces, Cuerda se interesó por el guion de la futura película Tesis (1996) y se convirtió en su productor y de las dos siguientes. Tesis es un thriller ambientado en la Facultad de Ciencias de la Información de la Universidad Complutense de Madrid. Consiguió llamar la atención de la crítica en el Festival de Cine de Berlín y obtuvo siete Goyas, incluidos el de mejor película y mejor director novel. En 1997 realizó Abre los ojos, una película de ciencia ficción e intriga psicológica que se hizo con un notable éxito de crítica en festivales internacionales como los de Berlín o Tokio. Impresionado por la película, Tom Cruise adquirió los derechos de adaptación y produjo y protagonizó la adaptación Vanilla Sky (2001).
Su tercera película fue Los otros (2001), protagonizada por Nicole Kidman. Consiguió un gran éxito de crítica y público a nivel internacional, especialmente en España, donde fue la película más vista del año, y también en los Estados Unidos, donde se mantuvo durante varias semanas entre las más vistas. Se estrenó en la sección oficial del Festival de Venecia de 2001, consiguió ocho premios Goya —incluidos el de mejor película y mejor director— y fue candidata al Premio de la Academia de Cine Europeo a la mejor película. En 2004 presentó Mar adentro, un relato de la vida real del tetrapléjico Ramón Sampedro (interpretado por Javier Bardem), donde abordó temas como la eutanasia, el aborto o «el derecho a una vida digna». La película ganó 14 Goyas, incluidos el de mejor película y mejor director, y el Óscar a la mejor película de habla no inglesa en 2004. En 2008 preparó su siguiente película, inicialmente titulada Mists of Time y que finalmente se llamó Ágora. El filme tuvo por estrellas protagonistas, entre otros, a Rachel Weisz y a Max Minghella y se estrenó el 9 de octubre de 2009. Con un presupuesto de 50 millones de euros es la película española más cara de la historia.
Es también el compositor de la banda sonora de sus películas, al igual que de otras como La lengua de las mariposas dirigida por José Luis Cuerda y Nadie conoce a nadie dirigida por Mateo Gil.
En 2015, estrenó su sexta película como director, Regresión, protagonizada por Emma Watson y Ethan Hawke.
El 27 de septiembre de 2019 estrenó su séptima película, Mientras dure la guerra, interpretada por Karra Elejalde, Eduard Fernández, Santi Prego y Nathalie Poza. La película fue un éxito en la taquilla española recaudando casi 13 millones de euros.

## Vida personal
Ha sido siempre muy discreto y celoso de su intimidad. A raíz del estreno de Mar adentro,  habló de su homosexualidad en 2004. Los diarios y publicaciones españoles se hicieron eco de ello. El director fue portada de las revistas Zero y Shangay.

Yo no quiero que nadie entre en mi intimidad. Pero, ni puedo ni quiero negarme a una entrevista en cualquier revista y tampoco quiero negarme a dar la cara por los gais. Creo que contribuye a normalizar la situación y además no quiero entrar en el juego ambiguo del "sí, pero no". Es tan fácil como decir que eres gay y ya está.
Alejandro Amenábar.

En 2015 contrajo matrimonio con David Blanco, si bien se separaron en 2018 y firmaron su divorcio en 2019.

## Valoración
Aunque es un autor de gran popularidad, no ha escapado de las críticas más duras. El crítico Jordi Costa lo considera el epítome de «un modelo cinematográfico basado en el simulacro del talento, la competencia técnica y la asfixia de lo dionisíaco».

## Influencias
Su cine muestra la influencia de diversas fuentes literarias y cinematográficas, como el propio autor ha reconocido en alguna ocasión. Ha declarado su admiración por los grandes cineastas que han cultivado más y mejores géneros, como el thriller, el suspense, la intriga o la ciencia ficción. Entre otros, admira a Alfred Hitchcock, Fritz Lang, Jacques Tourneur, Stanley Kubrick o Roman Polanski.
- De Tesis, thriller con el que debutó, se ha dicho que tiene un antecedente en Peeping Tom, del director británico Michael Powell.[10]
- En Abre los ojos se reflejan elementos argumentales y narrativos de Plan diabólico, de John Frankenheimer, o de la obra maestra de Orson Welles, Ciudadano Kane, así como de la novela de Philip K. Dick, Ubik [cita requerida].
- La inspiración de su largometraje Los otros se puede rastrear a Otra vuelta de tuerca, relato de Henry James.[11]

## Filmografía

### Como director y guionista

#### Largometrajes
| Año  | Película                |
| ---- | ----------------------- |
| 1996 | Tesis                   |
| 1997 | Abre los ojos           |
| 2001 | Los otros               |
| 2004 | Mar adentro             |
| 2009 | Ágora                   |
| 2015 | Regresión               |
| 2019 | Mientras dure la guerra |
| 2025 | El Cautivo              |

#### Otros proyectos
- La cabeza (cortometraje, 1991)
- La extraña obsesión del Doctor Morbius (cortometraje, 1992)
- Himenóptero (cortometraje, 1992)
- Luna (cortometraje, 1994)
- Me encanta (Nancys Rubias) (videoclip, 2013)
- Vale (cortometraje comercial para la empresa cervecera Estrella Damm, 2015)[12]
- Danielle (cortometraje comercial para la Lotería de Navidad, 2017)
- La Fortuna (serie de TV para Movistar+, 2021)[13]

### Como productor
- Mar adentro (2004)
- El mal ajeno (2010)

### Como compositor
- La extraña obsesión del Doctor Morbius (cortometraje, 1991)
- Himenóptero (cortometraje, 1992)
- Luna (cortometraje, 1994)
- Tesis (1996)
- Abre los ojos (1997)
- La lengua de las mariposas (1999)
- Nadie conoce a nadie (1999)
- Los otros (2001)
- Mar adentro (2004)
- Mientras dure la guerra (2019)

### Como actor
- La cabeza (cortometraje, 1991)
- La extraña obsesión del Doctor Morbius (cortometraje, 1992)
- Himenóptero (cortometraje, 1992)
- Luna (cortometraje, 1994)
- Abre los ojos (cameo, 1997)
- Spanish Movie (cameo, 2009)

### Recaudación en taquilla
Las recaudaciones más importantes de sus películas en España fueron:
- Los otros (7 de septiembre de 2001) (27.254.163 €)
- Ágora (9 de octubre de 2009) (21.391.198 €)
- Mar adentro (3 de septiembre de 2004) (19.837.473 €)
- Mientras dure la guerra (27 de septiembre de 2019) (11.022.100 €)
- Regresión (2 de octubre de 2015) (8.956.405 €)
- Abre los ojos (19 de diciembre de 1997) (6.442.535 €)
- Tesis (12 de abril de 1996) (2.647.325 €)

## Televisión
En 2019, se inició la producción de una miniserie de televisión de seis capítulos para Movistar+ que adapta el cómic El tesoro del Cisne Negro y que será dirigida por Alejandro Amenábar. Este proyecto va a significar la entrada del director en la realización de series para televisión.
El álbum de El tesoro del Cisne Negro con dibujos de Paco Roca y guion de Guillermo Corral fue publicado en 2018 y reconstruye la historia de la fragata española Nuestra Señora de la Mercedes, que fue hundida en 1804 frente a las costas de Portugal, por navíos británicos que pretendían robarle su cargamento de monedas de oro y plata y por otro lado también narra el intento de una empresa de cazatesoros estadounidense de hacerse con este tesoro y el proceso judicial consiguiente entre el Gobierno español y la empresa, que se saldó con el regreso del tesoro a España en 2012.
- La fortuna (miniserie) (#0, 2021)

## Premios y distinciones
Premios Óscar
| Año  | Categoría                          | Película    | Resultado |
| ---- | ---------------------------------- | ----------- | --------- |
| 2005 | Mejor película de habla no inglesa | Mar adentro | Ganador   |

Premios Globo de Oro
| Año  | Categoría                           | Película    | Resultado |
| ---- | ----------------------------------- | ----------- | --------- |
| 2005 | Mejor película en lengua no inglesa | Mar adentro | Ganador   |

Premios Goya
| Año  | Categoría             | Película                   | Resultado |
| ---- | --------------------- | -------------------------- | --------- |
| 1996 | Mejor director novel  | Tesis                      | Ganador   |
| 1996 | Mejor guion original  | Tesis                      | Ganador   |
| 1998 | Mejor director        | Abre los ojos              | Nominado  |
| 1998 | Mejor guion original  | Abre los ojos              | Nominado  |
| 1999 | Mejor música original | La lengua de las mariposas | Nominado  |
| 2001 | Mejor director        | Los otros                  | Ganador   |
| 2001 | Mejor guion original  | Los otros                  | Ganador   |
| 2001 | Mejor música original | Los otros                  | Nominado  |
| 2004 | Mejor película        | Mar adentro                | Ganador   |
| 2004 | Mejor director        | Mar adentro                | Ganador   |
| 2004 | Mejor guion original  | Mar adentro                | Ganador   |
| 2004 | Mejor música original | Mar adentro                | Ganador   |
| 2009 | Mejor director        | Ágora                      | Nominado  |
| 2009 | Mejor guion original  | Ágora                      | Ganador   |
| 2020 | Mejor película        | Mientras dure la guerra    | Nominado  |
| 2020 | Mejor director        | Mientras dure la guerra    | Nominado  |
| 2020 | Mejor guion original  | Mientras dure la guerra    | Nominado  |
| 2020 | Mejor música original | Mientras dure la guerra    | Nominado  |

Premios del Cine Europeo
| Año  | Categoría              | Película    | Resultado |
| ---- | ---------------------- | ----------- | --------- |
| 2001 | Mejor película europea | Los otros   | Nominado  |
| 2004 | Mejor película europea | Mar adentro | Ganador   |
| 2004 | Mejor director europeo | Mar adentro | Ganador   |

Festival Internacional de Cine de Venecia
| Año  | Categoría                                      | Película    | Resultado |
| ---- | ---------------------------------------------- | ----------- | --------- |
| 2004 | Premio especial del Jurado                     | Mar adentro | Ganador   |
| 2004 | Premio Cine joven-Mejor película internacional | Mar adentro | Ganador   |

Premios Independent Spirit
| Año  | Categoría                 | Película    | Resultado |
| ---- | ------------------------- | ----------- | --------- |
| 2004 | Mejor película extranjera | Mar adentro | Ganador   |

Medallas del Círculo de Escritores Cinematográficos
| Año  | Categoría            | Película                | Resultado |
| ---- | -------------------- | ----------------------- | --------- |
| 1996 | Premio revelación    | Tesis                   | Ganador   |
| 2001 | Mejor director       | Los otros               | Ganador   |
| 2001 | Mejor guion original | Los otros               | Ganador   |
| 2004 | Mejor director       | Mar adentro             | Nominado  |
| 2004 | Mejor guion original | Mar adentro             | Nominado  |
| 2004 | Mejor música         | Mar adentro             | Nominado  |
| 2004 | Mejor montaje        | Mar adentro             | Nominado  |
| 2009 | Mejor director       | Ágora                   | Nominado  |
| 2019 | Mejor director       | Mientras dure la guerra | Nominado  |
| 2019 | Mejor guion original | Mientras dure la guerra | Nominado  |

Festival de Cine de Sitges
| Año  | Categoría                 | Película | Resultado |
| ---- | ------------------------- | -------- | --------- |
| 2006 | Premio Máquina del Tiempo | Receptor |           |

Tokyo International Film Festival
| Año  | Categoría               | Película      | Resultado |
| ---- | ----------------------- | ------------- | --------- |
| 1998 | Tokyo Sakura Grand Prix | Abre los ojos | Ganador   |

Premios BAFTA
| Año  | Categoría            | Película  | Resultado |
| ---- | -------------------- | --------- | --------- |
| 2001 | Mejor guion original | Los otros | Nominado  |

Otros premios
- En 2023, el Premio Lucentum del Festival Internacional de Cine de Alicante.[23]
- En 2023, el Premio UIMP a la Cinematografía.[24]
- En 2011, recibió una Estrella en el paseo de la fama de Madrid.
- En 1994, su tercer corto, Luna, recibió el Premio Luis García Berlanga al mejor guion y premio a la mejor banda sonora de la AICA.
- En 1992, Himenóptero recibió el Premio al mejor corto en los festivales cinematográficos de Elche y Carabanchel.
- En 1991, recibió el Premio de la Asociación Independiente de Cineastas Amateurs (AICA) por su primer cortometraje La cabeza.
- Premio Pedro Sienna Premio a la trayectoria (galardón otorgado por el Ministerio de las Culturas, las Artes y el Patrimonio con el objetivo de reconocer la producción audiovisual chilena)

## Colaboradores habituales
|                            | Tesis   | Abre los ojos | Los otros | Mar adentro | Ágora   | Regresión | Mientras dure la guerra |
| Actores                    | Actores | Actores       | Actores   | Actores     | Actores | Actores   | Actores                 |
| -------------------------- | ------- | ------------- | --------- | ----------- | ------- | --------- | ----------------------- |
| Joserra Cadiñanos          | ✘       | ✘             |           |             |         |           |                         |
| Fele Martínez              | ✘       | ✘             |           |             |         |           |                         |
| Eduardo Noriega            | ✘       | ✘             |           |             |         |           |                         |
| Walter Prieto              | ✘       | ✘             |           |             |         |           |                         |
| Guionistas                 |         |               |           |             |         |           |                         |
| Mateo Gil                  | ✘       | ✘             |           | ✘           | ✘       |           |                         |
| Alejandro Hernández        |         |               |           |             |         |           | ✘                       |
| Productores                |         |               |           |             |         |           |                         |
| Fernando Bovaira           |         |               | ✘         | ✘           | ✘       | ✘         | ✘                       |
| José Luis Cuerda           | ✘       | ✘             | ✘         |             |         |           |                         |
| Directores de fotografía   |         |               |           |             |         |           |                         |
| Javier Aguirresarobe       |         |               | ✘         | ✘           |         |           |                         |
| Hans Burman                | ✘       | ✘             |           |             |         |           |                         |
| Xavi Giménez               |         |               |           |             | ✘       |           |                         |
| Daniel Aranyo              |         |               |           |             |         | ✘         |                         |
| Álex Catalán               |         |               |           |             |         |           | ✘                       |
| Montadores                 |         |               |           |             |         |           |                         |
| Nacho Ruiz Capillas        |         |               | ✘         |             | ✘       |           |                         |
| María Elena Sáinz de Rozas | ✘       | ✘             |           |             |         |           |                         |
| Carolina Martínez Urbina   |         |               |           |             |         | ✘         | ✘                       |